# Harenberg Verlag

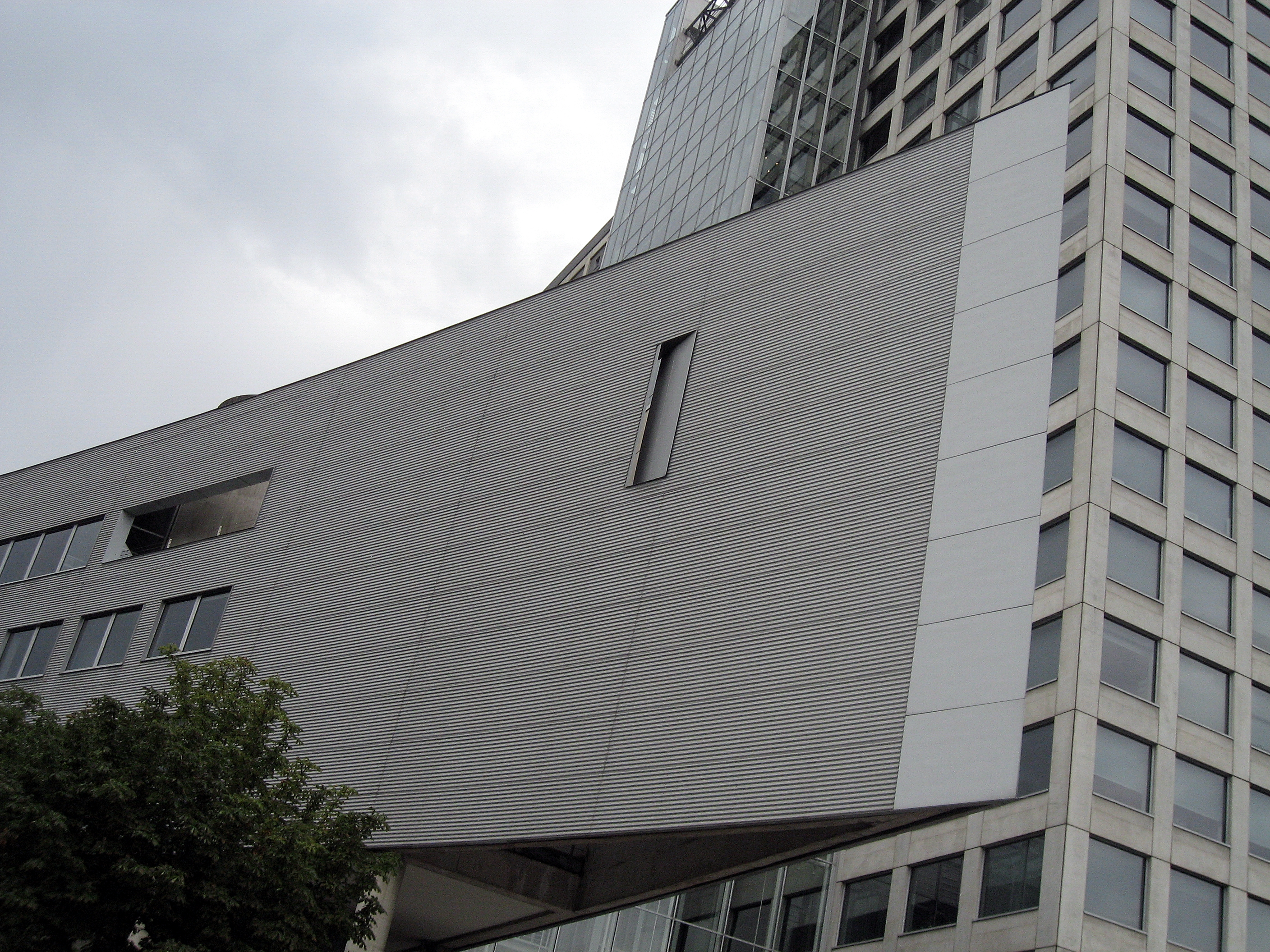
Das Harenberg City-Center am Königswall in Dortmund war Sitz des Verlags

Der Harenberg Verlag (Harenberg Kommunikation Verlags- und Mediengesellschaft mbH & Co. KG) war ein in Dortmund ansässiger Verlag.

## Geschichte
Der Harenberg Verlag wurde 1973 von Bodo Harenberg (* 1937) gegründet. Lexika, Zeitschriften und Kalender bildeten Schwerpunkte des Verlagsprogramms. Die Lexika und Kalender erschienen unter den separaten Labeln Harenberg Lexikon-Verlag und Harenberg Kalender-Verlag, die seit dem 1. Januar 2004 zum Bibliographischen Institut & F. A. Brockhaus gehörten. Das Kalenderprogramm gehörte seit 2008 zum Athesia Kalenderverlag. Der Harenberg Verlag gehörte von 2007 bis 2021 zum Spiegel-Verlag. und wurde 2021 von der Busch Glatz-Gruppe übernommen.
Bekannt wurde der Verlag durch die Reihe Die Bibliophilen Taschenbücher und insbesondere die Chronik des 20. Jahrhunderts, die erstmals 1982 unter dem Imprint „Chronik-Verlag“ veröffentlicht und zu einem weltweiten Erfolg wurde. Harenberg wuchs zu einem der 100 größten Verlage in Deutschland, Österreich und der Schweiz. 1994 hat sich Harenberg von der Chronik-Reihe getrennt, die danach zum Wissen Media Verlag (Bertelsmann-Konzern) gehörte. Der Verlag Wissen Media mit den Handelsmarken Brockhaus, Bertelsmann Lexikon und Chronik stellte sein Buchhandelsgeschäft zum 1. Februar 2014 ein. Harenberg gab nach wie vor die Fachzeitschrift buchreport heraus, die u. a. die Bestsellerlisten für den Spiegel erstellt, sowie das Kundenmagazin buch aktuell.
Von 2013 bis 2014 war der Harenberg Verlag mit 74,9 Prozent am Kunsthandel Verlag beteiligt. Im Dezember 2023 meldete der Verlag Insolvenz an. Der Geschäftsbetrieb in Redaktion und Verlag wurde zum Jahresende 2023 eingestellt.